# 天主教伊洛林教區
天主教伊洛林教區（拉丁語：Dioecesis Ilorinensis）是尼日利亞一個羅馬天主教教區，屬卡杜納總教區。
教區的前身是一個宗座監牧區，成立於1960年1月20日，1969年5月29日升為教區。
2006年有教友28,000人（佔轄區人口2.9%）、十八個堂區、三十九名司鐸。
現任教區主教為保祿·阿德格博耶加-奧拉伍爾，榮休主教為阿約-瑪利亞·阿托耶比。